# クリスティアン・モルゲンシュテルン

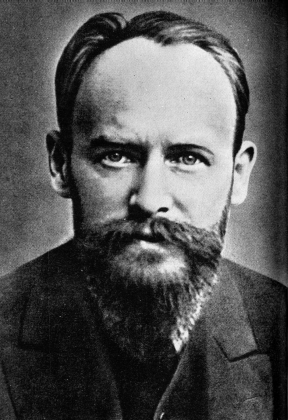
クリスティアン・モルゲンシュテルン

クリスティアン・モルゲンシュテルン(Christian Morgenstern、1871年5月6日 - 1914年3月31日）は、ドイツの詩人、著作家。ミュンヘンの画家の家系に生まれる。1894年ころより文筆業をはじめ、しばらくベルリンでジャーナリストとして活動していたが、その後結核の療養の目的でドイツ各地、スイス、イタリアを旅行して回った。特にイギリスのナンセンス文学の影響を受けた滑稽詩によって知られている。代表作に「絞首台の歌」など。また鼻で歩行する奇妙な生物を書いた「ナゾベーム」はハラルト・シュテュンプケ『鼻行類』に着想を与えている。ショーペンハウアー、ニーチェ、仏教などに親しみ、後にはシュタイナーと交流をもち彼の神智学の影響も受けた。療養の努力もむなしく、持病の結核によりメラーノで死去している。

## 外部リンク

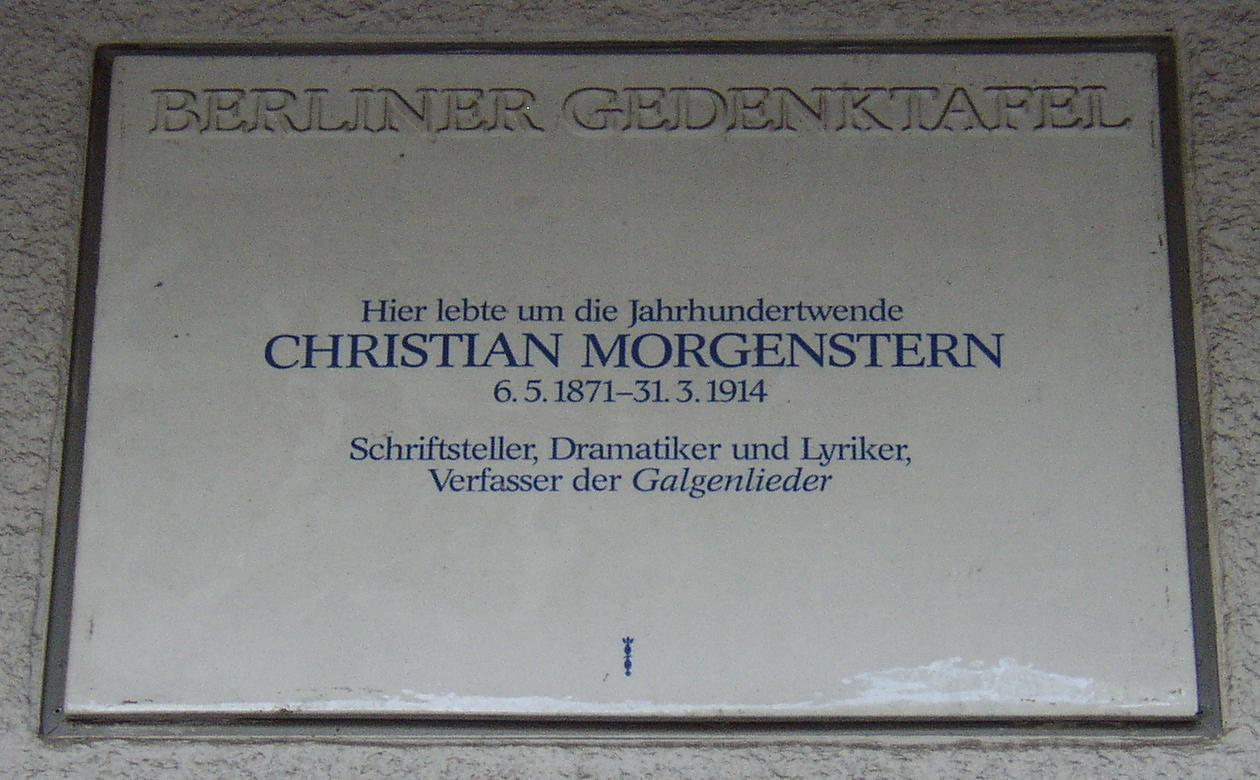